# 特隆赫姆峡湾

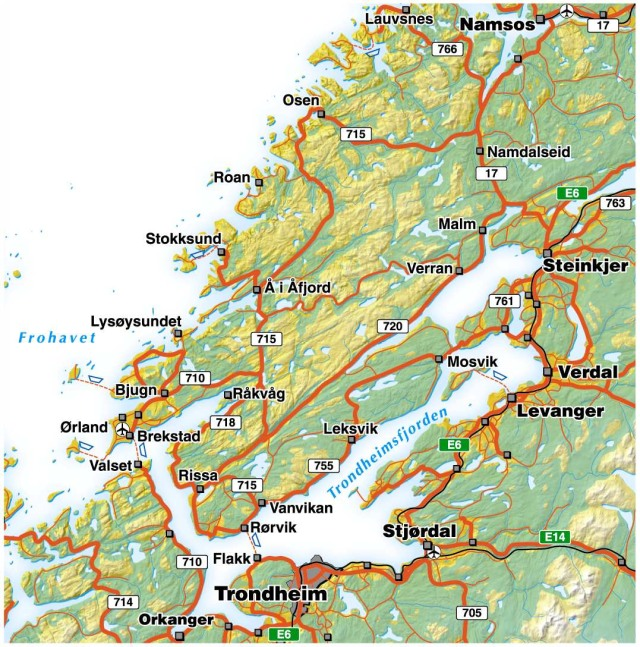

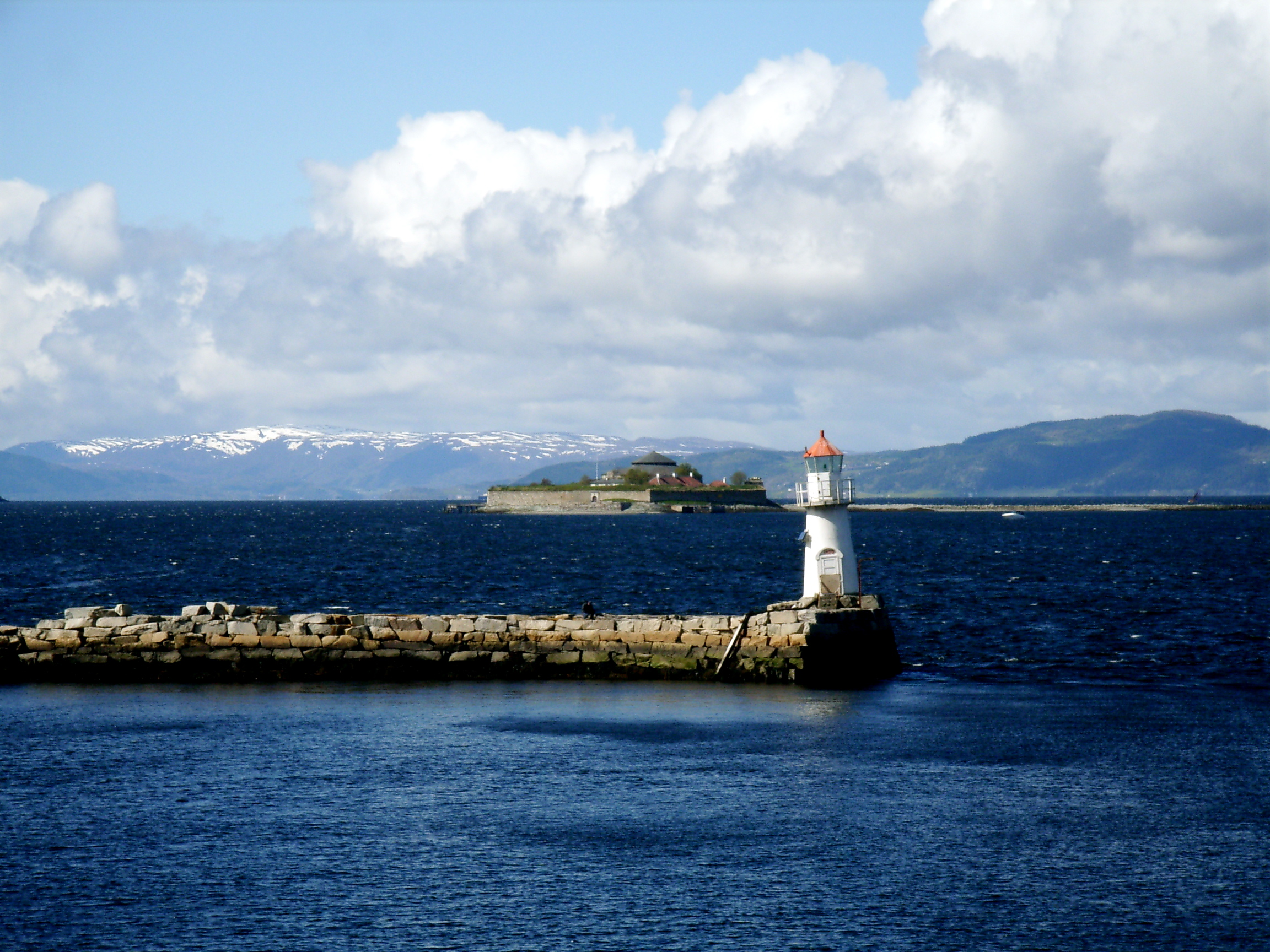
灯塔

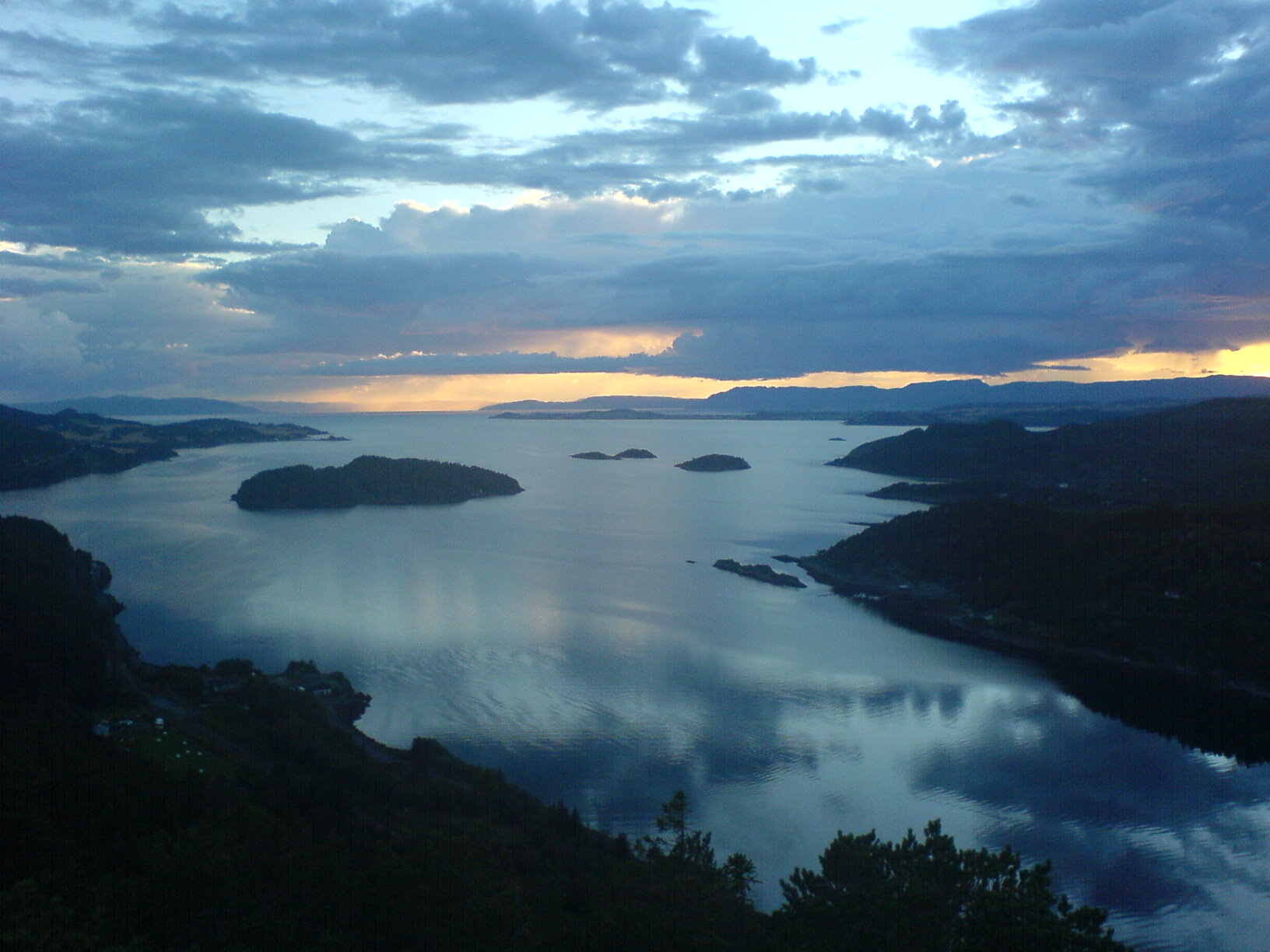

特隆赫姆峡湾 (發音：[²trɔnːhæi̯msˌfjuːɳ])，它位于挪威西部，分属南特伦德拉格郡和北特伦德拉格郡，是挪威第三长峡湾，长130（81英里）。它北起斯泰恩谢尔，西止于欧兰，中途经过特隆赫姆。其最大深度617（2,024英尺），就在阿格德內斯。

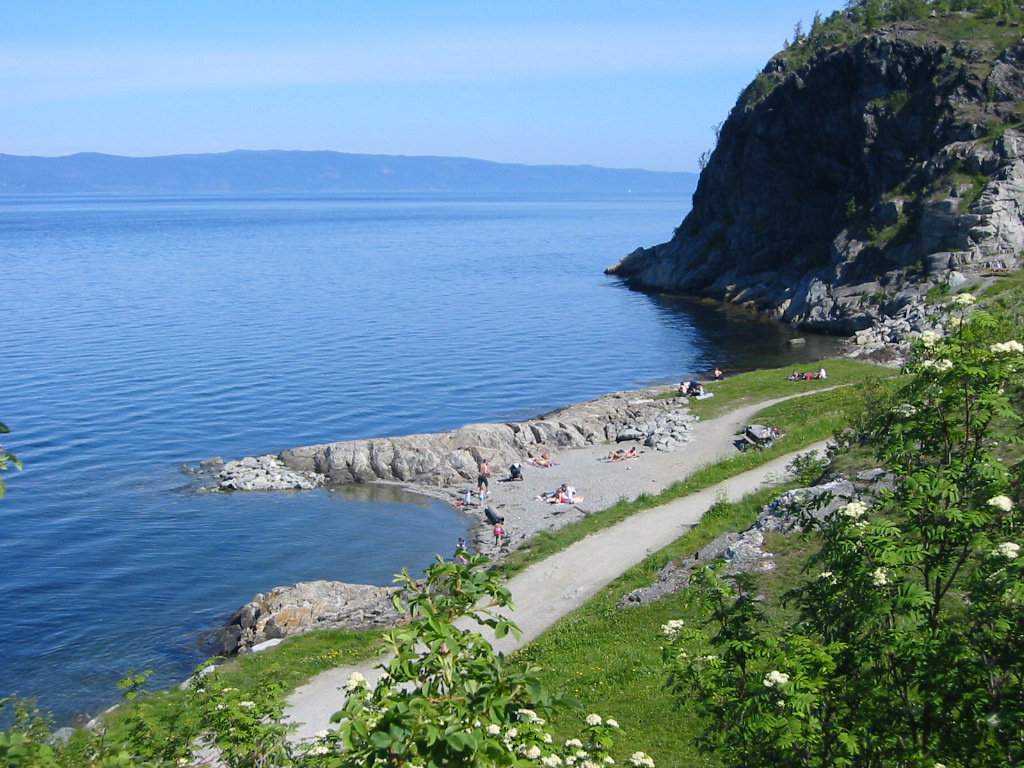

峡湾以东和以南的低地是挪威最好的农业区之一。
特隆赫姆峡湾以特隆赫姆命名。